# 亚巴县
亚巴县是越南嘉莱省下辖的一个县。

## 地理
亚巴县北接公则若县和芒杨县，南接阿云巴市社和克容巴县，西接诸色县和富善县，东接富安省同春县。

## 历史
2002年12月18日，阿云巴县以博多社、诸让社、金新社、亚都社、亚博如外社、亚克让社、诸摩社、亚得罗社、亚姆仁社9社析置亚巴县。

## 行政区划
亚巴县下辖9社，县莅金新社。
- 诸摩社（Xã Chư Mố）
- 诸让社（Xã Chư Răng）
- 亚博如外社（Xã Ia Broăi）
- 亚克让社（Xã Ia Kdăm）
- 亚姆仁社（Xã Ia Mrơn）
- 亚得罗社（Xã Ia Trok）
- 亚都社（Xã Ia Tul）
- 金新社（Xã Kim Tân）
- 博多社（Xã Pờ Tó）